# Ресурси і запаси корисних копалин
Ресурси і запаси корисних копалин — обсяги корисних копалин.

## Основні визначення
Р е с у р с и корисних копалин — обсяги корисних копалин в родовищах, оцінені як можливі для видобутку і переробки на сучасному техніко-економічному рівні розробки родовищ даного виду мінеральної сировини.
З а п а с и корисних копалин — обсяги корисних копалин., виявлені і підраховані на місці залягання за даними геологічного вивчення відкритих (ідентифікованих) родовищ корисних копалин.
Робочою групою з вугілля Європейської економічної комісії (ЄЕК) ООН розроблена, а ЄЕК і Комітетом з стійкої енергетики ООН 7–8 жовтня 1998 р. прийнято «Міжнародну рамочну класифікацію ООН запасів/ресурсів родовищ», яка розповсюджується на тверді горючі копалини та мінеральну сировину. ООН рекомендувала цю класифікацію для впровадження в країнах світу, які мають розвинену вугільну та гірничодобувну промисловість. Таким чином, ООН було запропоновано прийняти єдині світові критеріальні оцінки ресурсів і запасів корисних копалин.
Разом з тим, створення єдиної світової понятійної бази стосовно категорій «ресурси» і «запаси» к.к. в кінці ХХ ст. утруднювалося різними підходами до їх підрахунків у різних країнах. Це пояснює розбіжності різних джерел, які іноді досягають 100 % і більше. В колишньому СРСР та ін. соціалістичних країнах Державним балансом враховувалися запаси родовищ, кваліфіковані за ступенем їх розвіданості.

## Особливості національних класифікацій
СРСР. В оглядах, які видавала в 1983—1995 р. «ВНИИЗарубежгеология», оцінка ресурсів і запасів корисних копалин. закордонних країн і їх кореляція з запасами СРСР та країн СНД базувалася на узагальненій класифікаційній схемі, згідно з якою вважалося, що сума підтверджених і передбачених запасів твердих корисних копалин США, Канади, Австралії та ін. країн Заходу порівняна з сумою балансових запасів категорій А+В+С1 і С2 та частини прогнозних ресурсів категорії Р1, підтверджені запаси — з сумою балансових запасів категорії А+В+С1, а передбачувані — з сумою балансових запасів категорії С2 і частини прогнозних ресурсів категорії Р1.
Росія. Нова класифікація ресурсів і запасів в РФ, затверджена в 1997 р., зберегла попередні підходи до ранжування запасів за
ступенем їх * вивченості (категорії А, В, С1 і С2), а також поділ запасів на балансові і забалансові, хоча принцип поділу вдосконалено — якщо раніше до балансових запасів відносили запаси «доцільні для освоєння», то зараз було затверджено принцип прямої вартісної цінності запасів, вимогою одержання прямого економічного ефекту в умовах конкурентного ринку.
В класифікації США запаси і ресурси включають тільки ту кількість корисних копалин, яка видобувається (може бути видобута). Співвідношення термінів з категоріями ресурсів і запасів СРСР, РФ та США для твердих корисних копалин, нафти та газу подано в додатках.
В У к р а ї н і за ступенем техніко-економічного вивчення запаси і ресурси корисних копалин поділяють на три групи:
- п е р ш а г р у п а — запаси корисних копалин, на базі яких проведено детальну геолого-економічну оцінку ефективності їх промислового освоєння, матеріали якої, включаючи ТЕО постійних кондицій на мінеральну сировину, затверджені Державною комісією по запасах к.к. (ДКЗ);
- д р у г а г р у п а — запаси корисних копалин, на базі яких проведено попередню геолого-економічну оцінку їх промислового значення, а матеріали техніко-економічної доповіді про доцільність подальшої розвідки родовища, включаючи обґрунтування тимчасових кондицій на мінеральну сировину, апробовані ДКЗ або замовником (інвестором) геологорозвідувальних робіт;

- т р е т я г р у п а — запаси та ресурси корисних копалин, на базі яких проведено початкову геолого-економічну оцінку можливого промислового значення перспективної ділянки надр, а матеріали техніко-економічних міркувань про доцільність проведення подальших пошуково-розвідувальних робіт, параметри попередніх кондицій на мінеральну сировину схвалені замовником (інвестором) геологорозвідувальних робіт.

Ресурси корисних копалин є кінцевим результатом геолого-геофізичних досліджень, геологознімальних та пошукових робіт і прогнозно-металогенічних досліджень. За ступенем геологічного вивчення і достовірності ресурси корисних копалин поділяються на перспективні і прогнозні.
Ресурси п е р с п е к т и в н і — обсяги корисних копалин кількісно оцінені за результатами всебічного геологічного вивчення в межах продуктивних площ, де є родовища корисних копалин. Перспективні ресурси враховують можливість відкриття нових родовищ того ж геолого-промислового типу на вивчених площах або ділянках і є основою для геолого-економічної оцінки проведення пошуків та пошуково-розвідувальних робіт.
Ресурси п р о г н о з н і — обсяги потенційних корисних копалин, які основані на позитивних геологічних передумовах перспективних площ, де родовища ще не відкриті. Прогнозні ресурси оцінюються категорією Р3, а перспективні — категоріями Р2 й Р1. Основою для оцінки ресурсів категорії Р3 є прогнозні карти необхідного масштабу (1:100 000 та менше) та подібність території прогнозу з аналогічними за геологічними особливостями площами, де вже відомі промислові родовища. Ресурси перспективні категорії Р2 визначають спроможність відкриття родовищ у межах рудних полів (площ), виявлених при геологознімальних роботах масштабу 1:50000 за загальними пошуками і визначаються наявністю проявів корисних копалин. Кількість і середня якість прогнозованих об'єктів визначаються за аналогією з відомими родовищами. Ресурси категорії Р2 є основою для постановки пошуково-оціночних робіт на об'єктах, відкритих при геологознімальних та пошукових роботах. Ресурси перспективні категорії Р1 є резервом для отримання приросту розвіданих балансових запасів у межах вже розвіданих родовищ. На основі цих ресурсів разом з запасами категорії С2 плануються геологорозвідувальні роботи для підготовки та експлуатації корисних копалин.
У нових районах та рудоносних полях до категорії Р1 відносять ресурси науково обґрунтованих прогнозних об'єктів за умови, якщо в межах прогнозного контуру хоча б по одній лінії у трьох точках виміряні потужність та якість рудного покладу. За підсумками визначеної суми запасів категорії С2 і перспективних ресурсів категорії Р1 виконується економічна оцінка можливого промислового значення досліджуваного родовища. Основою оцінки є карти, плани та розрізи з прогнозною характеристикою масштабу 1:10000 — 1:1000 (для великих об'єктів до 1:25000).
Україна уніфікувала свою національну класифікацію ресурсів і запасів к.к. згідно з рекомендаціями ООН. Згідно з Постановою КМ України від 05.05.1997 за № 432 ресурси і запаси к.к., що характеризуються певними рівнями промислового значення і ступенями техніко-економічного вивчення, розподіляють на класи, які ідентифікують за допомогою міжнародного трипорядкового цифрового коду відповідно до таблиці.
Табл. Схема класифікації ресурсів і запасів корисних копалин державного фонду України, адаптована до Міжнародної Рамочної класифікації ООН (від 1998 р.)
| Промислове значення                         | Ступінь техніко-економічного вивчення | Ступінь геологічного вивчення                                                 | Код класу   |
| ------------------------------------------- | ------------------------------------- | ----------------------------------------------------------------------------- | ----------- |
| 1. Балансові запаси                         | ГЕО-1* ГЕО-2** ГЕО-2                  | Розвідані (доведені) запаси Попередньо розвідані (ймовірні) запаси            | 111 121 122 |
| 2. Умовно балансові та позабалансові запаси | ГЕО-1 ГЕО-2                           | Розвідані (доведені) запаси Попередньо розвідані (ймовірні) запаси            | 211 221 222 |
| 3. Промислове значення не визначене         | ГЕО-3*** ГЕО-3                        | Попередньо розвідані (ймовірні) запаси Перспективні ресурси Прогнозні ресурси | 332 333 334 |

- ГЕО-1 — детальна геолого-економічна оцінка; **ГЕО-2 — попередня геолого-економічна оцінка; ***ГЕО-3 — початкова геолого-економічна оцінка.

## Нафтогазова галузь
У нафтогазовій галузі використовується такий понятійний апарат ресурсів корисних копалин.
Ресурси нафти і горючих газів (англ. resources of oil and combustible natural gases, нім. Erdöl- und Brenngasressourcen f pl) — сума накопиченого видобутку детально розвіданих (категорії А, В, C1) i попередньо оцінених (категорія C2) запасів та перспективних (категорія C3) i прогнозних (категорії D1, D2) ресурсів.
Ресурси нафти, горючих газів, конденсату групи D (англ. resources of oil, combustible gases and condensate (D group), нім. Erdöl-Brenngas- und Kondensatressourcen f pl Gruppe D) — вагова кількість нафти і конденсату або об'ємна кількість газу на дату оцінки в можливих покладах регіонально продуктивних літолого-стратиграфічних комплексів на перспективних структурах і прогнозних територіях, зведені до поверхневих умов.
Ресурси вуглеводнів категорії C3 (англ. C3 category hydrocarbon resources, нім. Kohlenwasserstoff-Ressourcen f pl Kategorie C3) — в нафтогазовій галузі — ресурси вуглеводнів перспективних структур, пасток та інших об'єктів, які розміщені в нафтогазоносних районах, підготовлені до пошукового буріння й оконтурені перевіреними для даних районів методами геологічних та геофізичних досліджень, а також нових горизонтів, ще не розкритих бурінням у межах конкретного відкритого родовища, якщо продуктивність їх встановлена на інших родовищах району.
Ресурси вуглеводнів категорії D1, (англ. D1 category hydrocarbon resources, нім. Kohlenwasserstoff-Ressourcen f pl Kategorie D1)) — в нафтогазовій галузі — прогнозні ресурси вуглеводнів у літолого-стратиграфічних комплексах з промисловою нафтогазоносністю, що доведена в межах великих регіональних структур (першого порядку). Кількісна їх оцінка базується на результатах регіональних, геофізичних, геохімічних досліджень і на аналогії з вивченими родовищами в межах оцінюваного регіону. Ресурси категорії D1 пов'язують із пастками: а) що підготовлені до глибокого буріння і знаходяться в районах із ще невстановленою нафтогазоносністю (група повністю локалізованих прогнозних ресурсів категорії D1); б) виявленими за даними геологічних і геофізичних досліджень (група частково локалізованих прогнозних ресурсів категорії D1); в) що передбачаються на основі закономірностей розподілу пасток на суміжних, добре вивчених (еталонних) територіях (група нелокалізованих прогнозних ресурсів категорії D1).
Ресурси вуглеводнів категорії D2 (англ. D2 category hydrocarbon resources, нім. Kohlenwasserstoff-Ressourcen f pl Kategorie D2) — в нафтогазовій галузі — прогнозні ресурси вуглеводнів у літолого-стратиграфічних комплексах, промислова нафтогазоносність яких у межах великих регіональних структур (першого порядку) ще не доведена, а перспективи нафтогазоносності прогнозуються на основі комплексу геофізичних і геолого-геохімічних даних. Їх кількісна оцінка здійснюється за передбачуваними параметрами на основі загальних геологічних уявлень та аналогій з іншими, більш вивченими регіонами, де є розвідані родовища нафти і газу з покладами в оцінюваному комплексі. Ресурси категорії D2 пов'язують із пастками: а) що підготовлені до глибокого буріння в межах структур першого порядку із невстановленою нафтогазоносністю (група повністю локалізованих прогнозних ресурсів категорії D2); б) виявленими за даними геологічних і геофізичних досліджень у межах структур першого порядку з невстановленою нафтогазоносністю (група частково локалізованих прогнозних ресурсів категорії D2); в) що передбачаються в межах структур першого порядку з недоведеною нафтогазоносністю (група нелокалізованих прогнозних ресурсів категорії D2); г) що розміщені в межах структур першого порядку з доведеною нафтогазоносністю, але приурочені до нафтогазоносних комплексів, які занурені значно нижче глибин, досягнутих бурінням, або коли продуктивність нафтогазоперспективних комплексів ще не доведена (також група нелокалізованих прогнозних ресурсів категорії D2).

## Проблема вичерпання природних ресурсів
Див. Проблема вичерпання природних ресурсів
Високі темпи приросту споживання природних ресурсів за останні роки і прогресуюче забруднення навколишнього природного середовища породили різні теорії щодо майбутнього забезпечення ними людей на Землі.
Найпоширеніша на Заході теорія вичерпання природних ресурсів і настання природного голоду. Особливо це стосується невідновлюваних природних ресурсів — мінеральної сировини і палива. Для оцінки наростаючих диспропорцій між розвитком суспільства і природними ресурсами рядом дослідників наводяться дані про виснаження запасів мінеральної сировини, скорочення земель, що обробляються, і інших сільськогосподарських угідь, вирубку лісів, зростаючий дефіцит прісної води.
Широко відомі в цьому напрямі теорії, розроблені з ініціативи Римського клубу (неурядововий аналітичний центр, створений у 1970 р.), який ставить на меті розробку і обговорення перспективних проблем світового розвитку. За даними Д.Медоуза, відомі нині запаси корисних копалин будуть вичерпані протягом найближчих десятиріч.
За даними авторитетного міжнародного аналітичного центру, так званого «Римського клубу» (дослідження 2001 р.), поклади алюмінієвих руд будуть вичерпані за наступні 55 років, хрому — за 154, вугілля — за 150, міді — за 49, заліза — за 173, свинцю — за 64, нафти — за 50, природного газу — за 49 років . Причому термін вичерпання ресурсів був обчислений виходячи з припущення, що протягом наступних десятиліть розвідані ресурси зростуть в 5 разів у порівнянні з сучасними даними. Тобто будуть розвідані нові поклади, відкриті нові родовища, але, незважаючи, на це, час, коли вичерпаються запаси руд металів і паливно-енергетичних ресурсів, дуже близький — він співвимірний зміні від 2-3 до 5-6 поколінь.